# 希佩尔海军上将级重巡洋舰
希佩尔海军上将级重巡洋舰（Admiral-Hipper-Klasse）是纳粹德国正式建造的第一级重巡洋舰。

## 设计建造
第一次世界大战后，德国海军丧失了大部分军事力量，变成了一支“近岸海军”，《凡尔赛和约》明文禁止德国海军建造大型军舰。1925年，德国人开工建造埃姆登號輕巡洋舰，之后陆续在条约限制内建造了一些轻巡洋舰及德国级装甲舰。但海军司令埃里希·雷德尔上将希望能重建一战时强大的德国海军。1930年代初期，德国海军开始秘密考虑突破条约的限制以建造重巡洋舰。
1933年，希特勒上台后，德国开始大力扩充海军。1934年，为了暗中对抗法国建造的阿尔及利亚号重巡洋舰，海军参谋部与克魯伯公司签订了制造203毫米舰炮的合同，为新型重巡洋舰作准备。1935年6月18日，英德签订《英德海军协定》，在法律上允许了德国建造新型重巡洋舰。同年7月9日，德国宣布了一项造舰计划：两艘战列巡洋舰（即沙恩霍斯特级）、两艘重巡洋舰（即希佩尔海军上将级）、十六艘驅逐舰和二十八艘潜艇。希佩尔海军上将级首舰希佩尔海军上将号已于7月6日在汉堡的布洛姆－福斯（Blohm & Voss）船厂开工；当年8月15日，二号舰布吕歇尔号在基尔的德意志船厂开工。1936年4月23日，追加建造的改进型欧根亲王号亦在基尔的日耳曼尼亚船厂铺设龙骨。希佩尔海军上将级最后计划建造五艘，全部以历史上的海军名将命名：希佩尔海军上将号（Admiral Hipper）、布吕歇尔号（Blücher）、欧根親王号（Prinz Eugen）、塞德利茨号（Seydlitz）（改建为航空母舰但未完工）和吕佐号（Lützow）（完工前出售给苏联）。
建成时，希佩尔海军上将号及布吕歇尔号标准排水量为14,050吨，欧根親王号为14,240吨，大大超过华盛顿海军条约规定的10,000吨，成为当时世界上最重的重巡洋舰之一。主炮采用新型203毫米舰炮。高炮使用同俾斯麦级和沙恩霍斯特级同型的105毫米65倍口径炮，性能在当时亦很先进。希佩尔海军上将级的防护力也达到同期其他各国的较高水平，光学火控系统更是德国人的优势。但动力设备不可靠的问题一直困扰着德国大型军舰，希佩尔海军上将级也不例外，其蒸汽轮机故障率很高，一定程度上影响了该级的战斗力。

## 服役情况
第二次世界大战爆发后，希佩尔海军上将号同布吕歇尔号于1940年4月参加了德军进攻挪威的行动。这是德国三军的第一次协同作战。希佩尔海军上将号奉命同沙恩霍斯特级两舰掩护14艘运送陆军部队的德国驱逐舰前往攻占纳维克及特隆赫姆。4月8日，希佩尔海军上将号在特隆赫姆西北遭遇英国皇家海军螢火蟲號驅逐艦。在一场一边倒的战役中的螢火蟲號被击沉，但其舰长在军舰沉没前勇敢地驱舰撞击希佩尔海军上将号，在巡洋舰的装甲带上撕开了一个大裂口。
布吕歇尔号奉命运送进攻奥斯陆的陆军部队。4月9日清晨，布吕歇尔号在接近奥斯陆时遭到挪威大口径岸防炮的攻击，上层建筑起火，随后又被2枚挪威岸防鱼雷击中，倾覆于奥斯陆峡湾内。830名德国陆军及海军官兵阵亡。
1940年末至1941年初，希佩尔海军上将号2次突入大西洋进行破交战，共击沉8艘商船。该舰随后前往挪威以威胁盟国的北极援苏航线，并在巴伦支海海战中受损。该次海战直接导致了雷德尔的辞职，尽管他不应为德国海军的失败负责。由于希特勒将重心转向了潜艇战，希佩尔海军上将号随后一直被闲置，1945年5月2日为避免被盟国俘获而在基尔自沉。

## 火炮系数
- 4座双联装203毫米（8英寸）/60倍口径SK主炮：
  - 炮弹重量：269磅
  - 最大射程：36,680码
  - 射速：5发/分

- 6座双连装105毫米（4.1英寸）/65倍口径高炮：
  - 炮弹重量：33磅
  - 最大射程：19,360码（射高41,000英尺）
  - 射速：17发/分

## 同级舰
- 希佩尔海军上将号，以德意志帝国海军名将弗朗茨·冯·希佩尔上将命名。
- 布吕歇尔号，以普鲁士陆军名将格布哈德·列博莱希特·冯·布吕歇爾元帅命名。
- 歐根親王號，以奥地利陆军元帅欧根亲王命名。
- 塞德利茨號，以普鲁士弗里德里希·威廉·冯·塞德利茨上将命名。
- 呂佐號，以普鲁士路德维希·阿道夫·威廉·冯·吕佐（德语：Ludwig Adolf Wilhelm von Lützow）中将命名。